# Ophiostomataceae
Ophiostomataceae (Hypocreaceae Nannf.) – rodzina grzybów z rzędu rozetkowców (Hypocreales). Grzyby mikroskopijne, pasożyty i saprotrofy. Występują w różnych strefach klimatycznych, najliczniej w klimacie tropikalnym.

## Morfologia
Brak podkładek. Owocniki w formie pojedynczych perytecjów luźno rozrzuconych na podłożu, lub zanurzonych w obfitych warstwach grzybni. Perytecja przeważnie kuliste z długą szyjką, w której znajduje się pęczek włosków. Są czarne, cienkościenne, kruche, o rozmiarach 0,1–0,3 mm. Worki prototunikowe, kuliste, zebrane w łańcuszki. Powstają z komórek workotwórczych na krzywiźnie perytecjum. Zarodniki kremowe, hialinowe, zazwyczaj owalne lub elipsoidalne i zlepione warstwą śluzu w pakiety.

## Systematyka
Pozycja w klasyfikacji według Index Fungorum
Ophiostomatales, Diaporthomycetidae, Sordariomycetes, Pezizomycotina, Ascomycota, Fungi.
Rodzaje
Według aktualizowanej klasyfikacji Index Fungorum bazującej na Dictionary of the Fungi do rodziny tej należą rodzaje:
- Afroraffaelea C.C. Bateman, Y.T. Huang & D.R. Simmons 2017
- Aureovirgo J.A. van der Linde, Z.W. de Beer & Jol. Roux 2016 A
- Ceratocystiopsis H.P. Upadhyay & W.B. Kendr. 1975
- Equicapillimyces S.S.Y. Wong, A.H.Y. Ngan, Riggs, J.L.L. Teng, G.K.Y. Choi, R.W.S. Poon, J.J.Y. Hui, F.J. Low, Luk & K.Y. Yuen 2012
- Graphilbum H.P. Upadhyay & W.B. Kendr. 1975
- Gondwanamyces G.J. Marais & M.J. Wingf. 1998
- Graphiocladiella H.P. Upadhyay 1981
- Klasterskya Petr. 1940
- Knoxdaviesia M.J. Wingf., P.S. van Wyk & Marasas 1988
- Leptographium Lagerb. & Melin 1927
- Ophiostoma Syd. & P. Syd. 1919
- Pachnodium H.P. Upadhyay & W.B. Kendr. 1975
- Pseudomicrosporon Craik 1916
- Raffaelea Arx & Hennebert 1965
- Sporothrix Hektoen & C.F. Perkins 1901
- Spumatoria Massee & E.S. Salmon 1901[2].